# Роман Дмовський
Ро́ман Стані́слав Дмо́вський (пол. Roman Stanisław Dmowski; 9 серпня 1864, Камйонка поблизу Варшави  — 2 січня 1939, село Дроздове поблизу Ломжі)  — польський політичний діяч і публіцист, засновник націоналістичного політичного угруповання «Табір великої Польщі» (Obóz Wielkiej Polski). Прихильник італійського фашизму, антисемітизму та добросусідських відносин з Росією.

## Життєпис
Народився в родині дрібного шляхтича.
Закінчив Варшавський університет. У студентські роки брав участь у діяльності підпільної студентської організації «Союз польської молоді „Зет“» (пол. Związek Młodzieży Polskiej «Zet»). Був організатором студентської вуличної маніфестації у соту річницю Конституції 3 травня (1891). Заарештований і півроку перебував у варшавській Цитаделі, потім висланий у Митаву.
У 1893 році спільно з іншими діячами національного руху організував «Лігу Народову» («Національна ліга», пол. «Liga Narodowa» — нелегальну політичну організацію, що діяла у всіх частинах розділеної між Австрією, Росією та Німеччиною Польщі).
У 1895 році з Митави таємно перебрався до Львова. Очолив «Ліги Народову», перетворену в 1897 році в Націонал-демократичну партію. Спочатку Дмовський висував програму консолідації національних сил, опозиції царській політиці зросійщення. У 1904 взяв участь у Паризькій конференції революційних і опозиційних партій Росії. У міру розвитку польського революційного робітничого руху він усе рішучіше став виступати проти соціалістів.
У 1905 році влаштувався у Варшаві. У 1905—1907 роках закликав до придушення революції і пропонував співпрацю з царизмом. Був членом II та III Державної Думи (1907—1909). Під час Першої світової війни 1914—1918 років виступав на боці Антанти, очолював Польський національний комітет, створений 25 листопада 1914 в Петербурзі, потім однойменний комітет (створений у 1917) в Парижі.

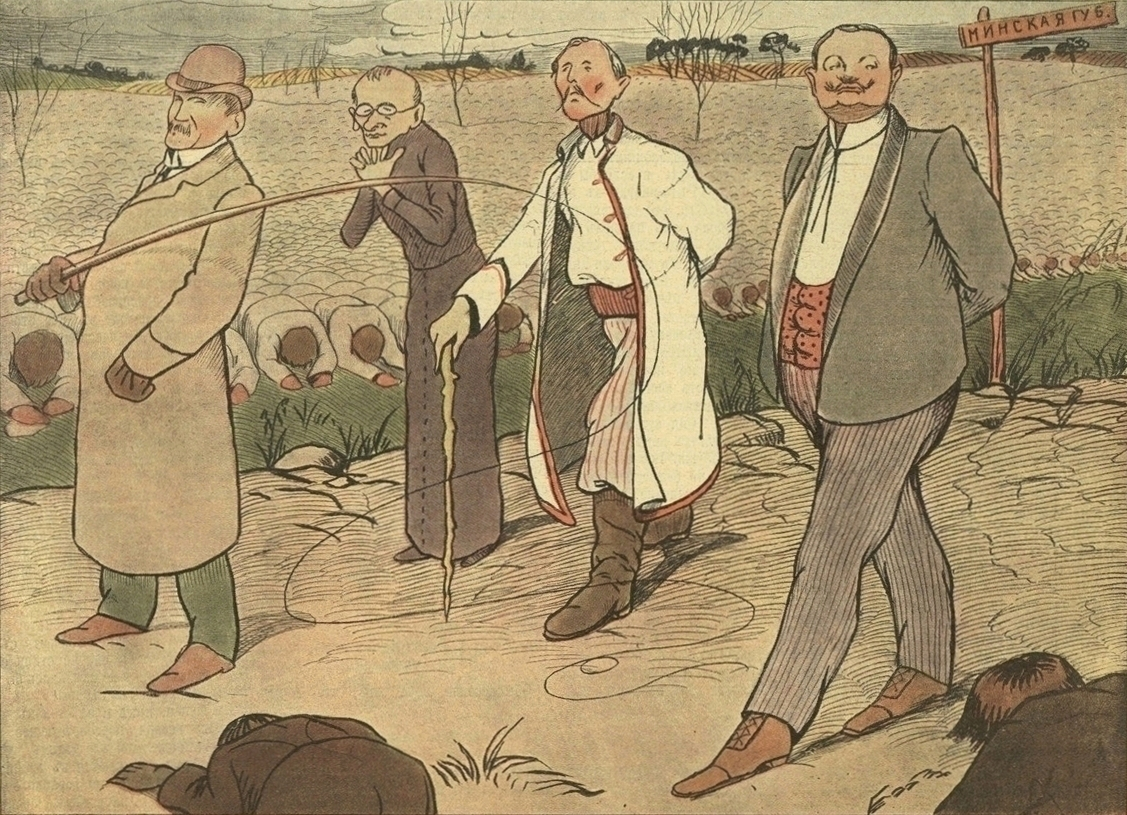
Карикатура «Тріумфальна хода Польського кола в Мінську губернію»(Р.Дмовський, Я. Я. Гралевський, Я.Белявський, Г. Р. Потоцький)

У 1919 — делегат Польщі на Паризькій мирній конференції. Був політичним супротивником Юзефа Пілсудського, послідовно виступав за створення мононаціональної польської держави, депортацію євреїв і насильницьке ополячення німців і українців.
До 1922 року був послом Установчого Сейму Польщі.
У 1923 році — міністр закордонних справ Польщі, проте згодом відійшов від активної політичної діяльності.

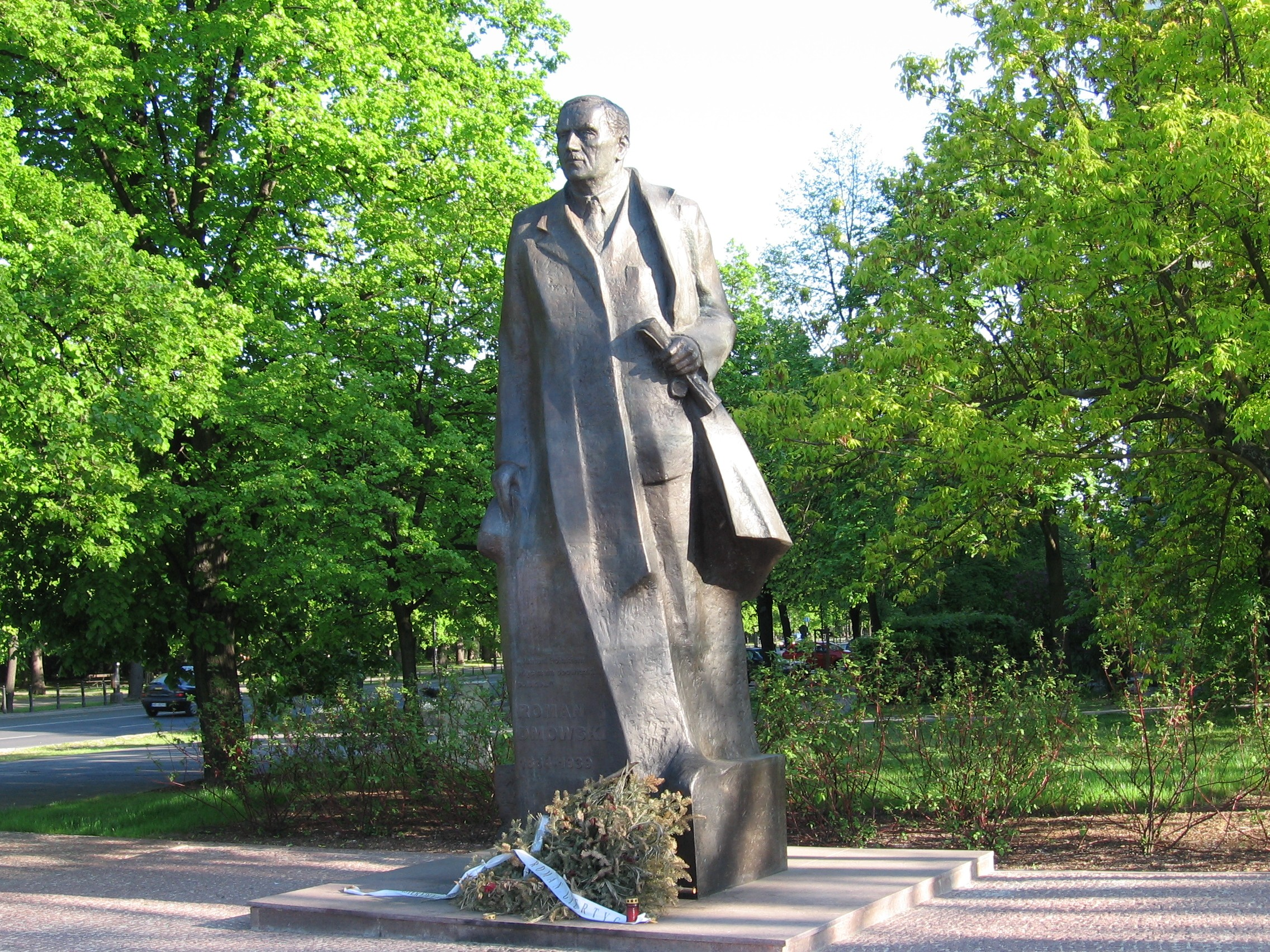
Пам'ятник Дмовському у Варшаві

Засновник та ідеолог націоналістичного політичного угруповання «Табір великої Польщі» (пол. Obóz Wielkiej Polski, 4 грудня 1926—1933), забороненої в Польщі у 1920—1930-х роках. На відео паплюження пам'ятника українцям, в тому числі воякам УПА на цвинтарі в селі Верхрата видно емблему профашистської організації «Obóz wielkiej Polski»..

## Вшанування

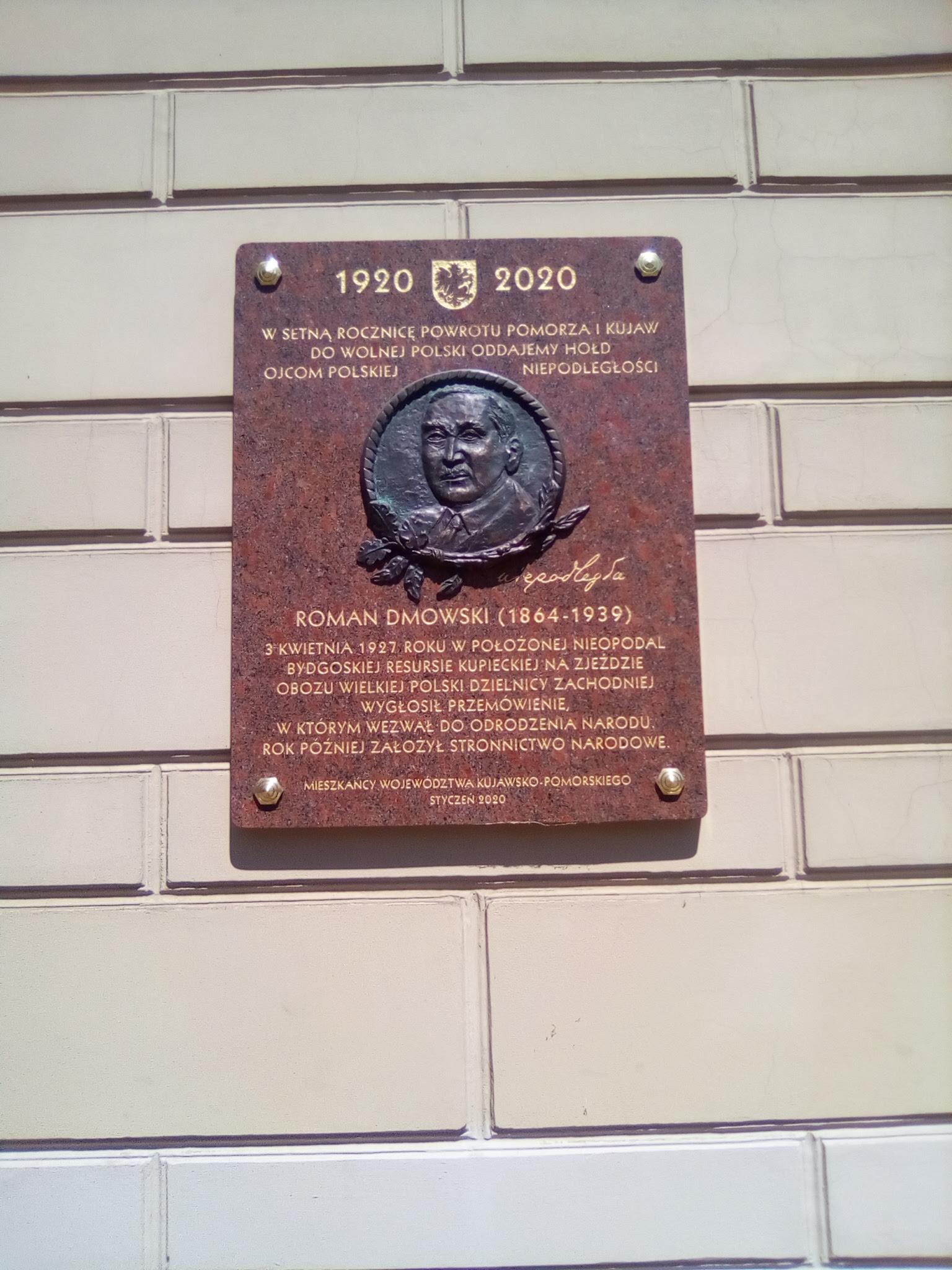
Пам'ятна дошка Р.Дмовському в Бидґощі

- 10 листопада 2006 року відкрито пам'ятник у Варшаві[12];
- 20 січня 2020 року, в Бидґощі, на будівлі Поморського навчального центру для вчителів (вул. Ягеллонська, 9), відкрито пам'ятну таблицю[13];
- на честь Романа Дмовського названі: алея в Перемишлі; вулиці в Оборниках, Бельсько-Бялій, Ченстохові, Кошаліні, Пьотркові-Трибунальськім, Ломжі, Познані, Сталевій Волі, Вроцлаві, Коніні, Щецині, Слупську, Кракові, Бидґощі, Новім Сончу, Кендзежині-Козьле, Сосновцю, Тарнові, Тихах; мости в Бидґощі та Вроцлаві.
- присвячено дві ювілейні монети з серії «Сторіччя відновлення незалежності Польщі»: срібна 10-злотова та золота номіналом 200 злотих[14].

## Твори
- Думки сучасного поляка (пол. Myśli nowoczesnego polaka), (1902).
- Німеччина, Росія і польське питання (пол. Niemcy, Rosja i kwestia polska), (1909).

## Висловлювання
- У відносинах з іншими країнами немає нічого правильного і не правильного, є лише сила або слабкість.
- Єврейське населення є безумовним паразитом на соціальному тілі будь-якої країни де воно проживає.[15]
- Здорова країна, що стоїть на міцному фундаменті завжди асимілює чужі племена політично і культурно, насильно або ні.